# Fantasmes (film, 1967)
Pour les articles homonymes, voir Bedazzled et Fantasmes.
Pour plus de détails, voir Fiche technique et Distribution.
Fantasmes (Bedazzled, littéralement « Enchanté ») est une comédie britannique produite et réalisée par Stanley Donen, sortie en 1967.

## Synopsis
Seul dans la vie, Stanley Moon mène une existence des plus ternes ; il est secrètement amoureux de Margaret, une serveuse employée dans le même fast-food londonien que lui. Il implore régulièrement Dieu de lui donner le courage de déclarer sa flamme à la belle, mais ses tentatives sont vouées à l'échec. Désespéré, il écrit une lettre d'adieu à Margaret puis tente de se pendre dans sa salle de bains, mais il se rate et ne réussit qu'à provoquer une grosse inondation.
Surgit alors un dénommé George Spiggott qui déclare vouloir lui venir en aide, ce que Stanley refuse dans un premier temps. Mais Spiggott insiste et lui propose un marché : en échange du don de son âme, Stanley aura droit de faire sept vœux que lui-même, animé de pouvoirs quasi illimités, se chargera de mettre sur pied. Et pour cause : Spiggott n'est autre que le Diable en personne. D'abord sceptique, Stanley accepte la transaction et possède désormais sept occasions de décrocher le cœur de Margaret. Mais dès le premier vœu, il s'aperçoit que les choses ne sont pas aussi simples.

## Fiche technique
- Titre original : Bedazzled
- Titre français : Fantasmes
- Réalisation : Stanley Donen
- Scénario : Peter Cook, d'après une histoire de Peter Cook et Dudley Moore
- Direction artistique : Terry Knight
- Costumes: Yvonne Caffin et Jean Muir
- Photographie : Austin Dempster
- Montage : Richard Marden et Mary Kessell
- Musique : Dudley Moore
- Production : Stanley Donen
- Sociétés de production : Stanley Donen Films ; Twentieth Century Fox (coproduction)
- Société de distribution : Twentieth Century Fox Film Company (Royaume-Uni) ; 20th Century Fox (France)
- Pays d'origine :  Royaume-Uni
- Langue originale : anglais
- Format : couleur (DeLuxe) - 35 mm - 2,35:1 - Son : Mono
- Genre : comédie et fantastique
- Durée : 103 minutes
- Dates de sortie :
  - États-Unis : 10 décembre 1967
  - France : 26 avril 1968
- Affiche : Enzo Nistri (Italie)

## Distribution
- Peter Cook :  George Spiggott / le Diable
- Dudley Moore : Stanley Moon
- Eleanor Bron : Margaret
- Raquel Welch : Luxure/Lilian Lust
- Alba : Orgueil
- Robert Russell (English actor) (en) : Colère
- Barry Humphries : Envie
- Parnell McGarry : Gourmandise
- Danièle Noël : Avarice
- Howard Goorney : Paresse
- Michael Bates : inspecteur Clarke
- Bernard Spear : Irving Moses
- Robin Hawdon : Randolph
- Michael Trubshawe : Lord Dowdy
- Evelyn Moore : Mme Wisby

## Autour du film
Sans que ce soit un remake à proprement parler, le scénario a inspiré Harold Ramis pour son film Endiablé sorti en 2000.